# Pesanggrahan (onderdistrict)
Pesanggrahan is een onderdistrict (kecamatan) van de stadsgemeente Jakarta Selatan (Zuid-Jakarta) in de provincie Jakarta, Indonesië.

## Verdere onderverdeling
Het onderdistrict Pesanggrahan is verdeeld in 5 kelurahan:
1. Ulujami - postcode 12250
2. Petukangan Utara - postcode 12260
3. Petukangan Selatan - postcode 12270
4. Pesanggrahan - postcode 12320
5. Bintaro - postcode 12330